# Helmut Dohnálek
Helmut Dohnálek (* 10. dubna 1966) je český politik, v letech 2007 až 2009 předseda SNK ED, bývalý zastupitel Královéhradeckého kraje, bývalý starosta a zastupitel obce Orlické Záhoří, bývalý člen SNK ED.

## Život
Od roku 1992 soukromě podniká (např. jako jednatel a společník firmy KRONTOUR, s.r.o. či jednatel společnosti S.O.M. spol. s r.o.). V letech 1998 až 2001 působil ve funkci vedoucího Odboru regionálního rozvoje Okresního úřadu v Rychnově nad Kněžnou. Od roku 2001 do roku 2004 pracoval jako sekretář Euroregionu Glacensis a ředitel regionální rozvojové agentury RDA (Regional Development Agency).
Byl rovněž členem Komise pro reformu veřejné správy, která působila při Ministerstvu pro místní rozvoj ČR nebo členem Výboru regionální rady NUTS 2 Severovýchod.
Helmut Dohnálek je ženatý a má jednoho syna.

## Politické působení
Do politiky vstoupil krátce po roce 1989. Už v komunálních volbách v roce 1990 byl zvolen zastupitelem obce Orlické Záhoří a následně i starostou obce. Mandát zastupitele (a posléze i post starosty) obhájil jako člen ODS v komunálních volbách v roce 1994. V několika dalších komunálních volbách už nekandidoval. Až v komunálních volbách v roce 2010 vedl kandidátku "SNK Evropští demokraté" v Rychnově nad Kněžnou. Strana ale získala jen 2,60 % hlasů a do městského zastupitelstva se nedostala.
Do vyšší politiky vstoupil, když v krajských volbách v roce 2004 úspěšně kandidoval jakožto člen SNK za "SNK sdružení nezávislých" do Zastupitelstva Královéhradeckého kraje. Mandát zastupitele kraje obhájil i v krajských volbách v roce 2008 jakožto člen SNK-ED na kandidátce "SNK Evropští demokraté". Jak v roce 2004, tak v roce 2008 byl lídrem daných uskupení a kandidátem na hejtmana Královéhradeckého kraje. Vzhledem k volebním ziskům (v roce 2004 to bylo 6,09 % a v roce 2008 pak 6,02 %) se vždy stal náměstkem hejtmana. I v krajských volbách v roce 2012 kandidoval jako lídr subjektu "SNK Evropští demokraté", ale strana se se ziskem 2,23 % hlasů do Zastupitelstva Královéhradeckého kraje vůbec nedostala.
V květnu 2007 byl zvolen republikovým sněmem SNK-ED předsedou strany, když porazil tehdejšího senátora Josefa Novotného. Po krajských volbách v říjnu 2008, v nichž SNK-ED neuspěla (samostatně se dostala pouze do Zastupitelstva v Královéhradeckém kraji, v koalici uspěla v dalších dvou regionech), oznámil, že se chce na nejbližším sněmu strany vzdát své funkce. Zůstal tak předsedou až do června 2009, kdy se konal volební sněm strany, na němž oznámil, že se o funkci předsedy SNK-ED už neuchází.
Ve volbách do Evropského parlamentu v roce 2014 kandidoval na 28. místě kandidátky SNK-ED, ale neuspěl. V krajských volbách v roce 2016 původně figuroval jako nestraník za SPO na 4. místě kandidátky subjektu "Koalice Svoboda a přímá demokracie - Tomio Okamura (SPD) a Strana Práv Občanů a SNK" do Zastupitelstva Královéhradeckého kraje. V první den voleb byl však z kandidátní listiny vyškrtnut.